# 豬調站

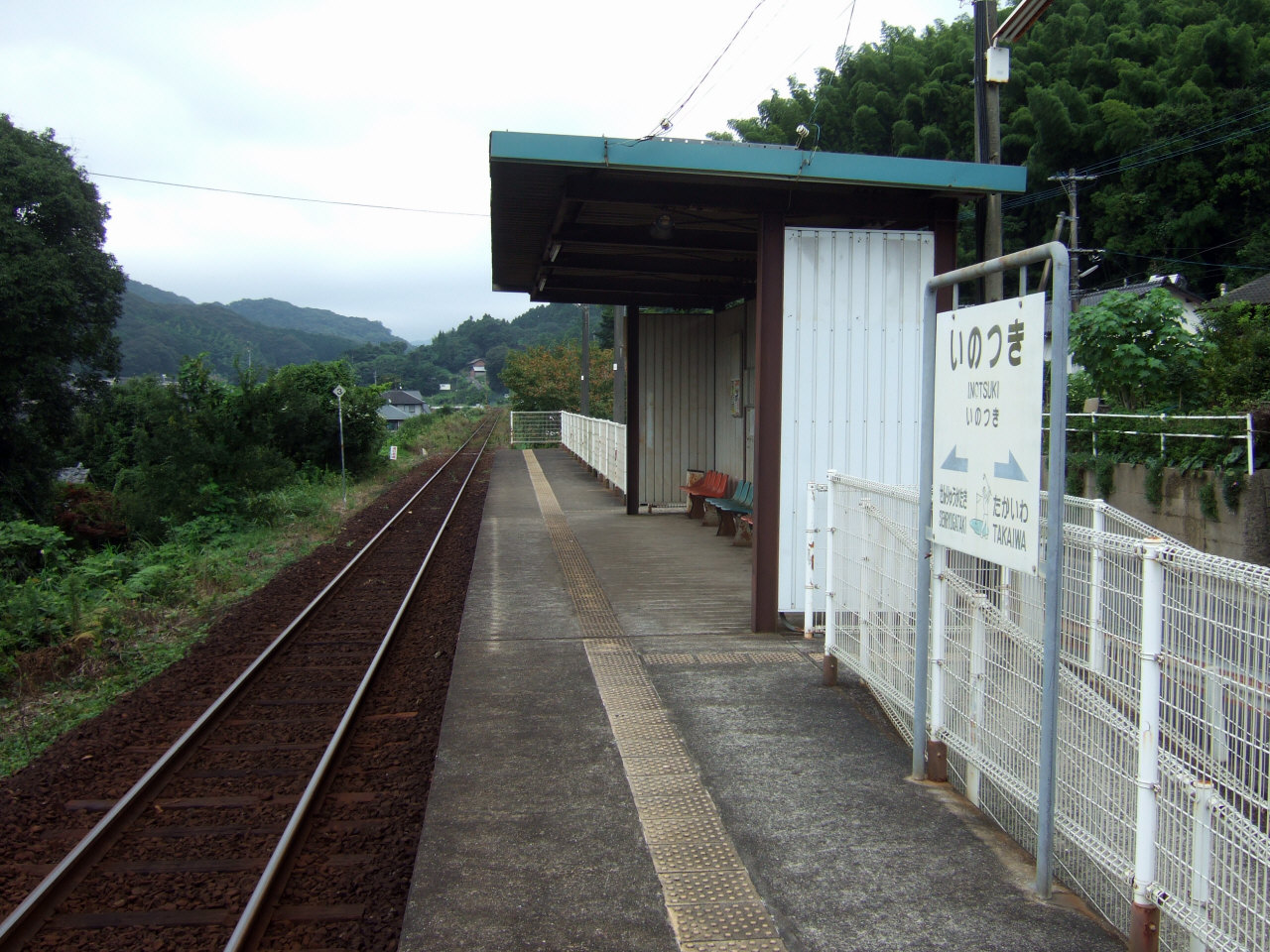
月台（2008年9月）

豬調站（日语：／ Inotsuki eki */?）是位於長崎縣佐世保市江迎町豬調，松浦鐵道的西九州線車站。

## 歷史
- 1990年（平成2年）3月10日 - 車站啟用[1]。

## 車站構造
車站是一座地面車站，設有1面1線的單式月台。此站是無人車站，沒有車站大樓，只有候車室、廁所和公共電話。

## 車站周邊
車站附近只有數間房屋。車站距離豬調中心村落較遠。
- 國道204號 - 於江迎川（日语：江迎川）的對面岸（北邊）。
- 佐世保市立豬調小學（日语：佐世保市立猪調小学校）

## 使用狀況
以下為1日平均乘車人次列表：
| 乘車人員變化 | 乘車人員變化 |
| 年度         | 1日平均人次  |
| ------------ | ------------ |
| 1998         | 52           |
| 1999         | 45           |
| 2000         | 47           |
| 2001         | 43           |
| 2002         | 36           |
| 2003         | 46           |
| 2004         | 38           |
| 2005         | 51           |
| 2006         | 37           |
| 2007         | 45           |
| 2008         | 54           |
| 2009         | 46           |
| 2010         | 40           |

## 相鄰車站
松浦鐵道
西九州線
高岩－豬調－潛龍瀧

## 注腳
1. ↑  鈴木文彥. . 鐵道雜誌 (鐵道雜誌社). 2012-8, 46 (8): 106–111 （日语）.
2. ↑  長崎縣統計年鑑

## 外部連結
- 豬調站時間表 （页面存档备份，存于）（日語） - 松浦鐵道